# H. R. F. Keating
Henry Reymond Fitzwalter "Harry" Keating, ou simplesmente H. R. F. Keating (31 de outubro de 1926 - 27 de março de 2011), foi um escritor de ficção criminal inglês, mais conhecido por sua série de romances que retratam o Inspetor Ghote do CID Bombaim.